# Cranequinier

Arbalète avec cranequin

Le cranequinier est un cavalier muni d'une arbalète. 
Il portait pour tendre son arme un crénequin, un outil en forme de manivelle.

## Histoire
La maison militaire du roi de France a compris des cranequiniers jusqu'au règne de François Ier.